# Operador de mesa de iluminação

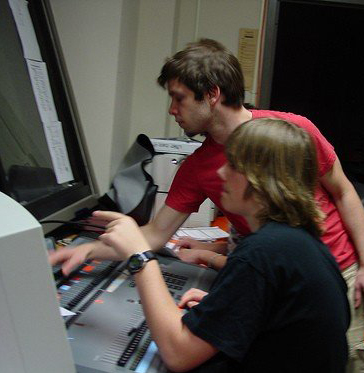

Em teatro, O operador de mesa de iluminação ou operador de mesa de luz (em inglês: Light board operator) é o eletricista que opera a mesa de iluminação. Dependendo da escala e tipo de produção, o operador de mesa de iluminação pode ser responsável por luminárias convencionais ou automatizadas, bem como práticas e, em alguns casos, o controle de vídeo também.
Às vezes, em pequenas produções, o operador de mesa de iluminação exerce também a função de gerente do evento. Outra variação em pequenas produções tem combinado as responsabilidades do operador de mesa de iluminação e operador de som numa posição. Em pequenas produções, as três funções são feitas por uma pessoa. 
O operador de mesa de iluminação pode, em alguns casos também ser o designer de iluminação para uma produção.

## Responsabilidades
O operador de mesa de iluminação tem muitas responsabilidades em teatro/shows, em pequenas, medias ou grandes produções. Para pequenas produções, ele pode também ser o "designer de iluminação assistente" colaborando com o Iluminador e eletricista mestre, e, portanto, é se faz necessário na criação um plano de iluminação o que posteriormente passa a assumir, seguindo roteiro elaborado pelo Iluminador, e executar um ato completo elaborado e pensado ao evento, além de suas funções como operador de mesa. Em ambientes mais profissionais, o operador da mesa de iluminação é um profissional altamente especializado, geralmente com leitura clara de todos o processos que se faz anterior a cada apresentação nos meandros de uma grande variedade de instrumentos de iluminação e consoles de controle, e capaz de programar facilmente pistas de iluminação complexas envolvendo vários equipamentos, conhecedor de mapas, roteiros de luz, deixas, agrupamentos, storybord e outros componentes necessários para a sincronia com o evento ao qual esta ligado.
Durante os ensaios técnicos, o operador da mesa de iluminação geralmente programa o console de iluminação com ajuda do designer de iluminação e gerente de palco. Em situações onde as mesas manuais estão sendo usadas, o operador de mesa de iluminação trabalhará com o designer de iluminação e o gerente de palco para praticar o tempo das mudanças de iluminação.
Durante o desempenho, o operador de mesa de iluminação é muitas vezes ligado em fone de ouvido com o vice-gerente de palco, e vários outros membros do departamento elétrico. Sua responsabilidade está principalmente em avançar os sinais sob a direção do vice-gerente de palco. É importante que os operadores de painéis leves estejam familiarizados com o gráfico de iluminação, pois podem ser chamados a fazer mudanças para acomodar circunstâncias inesperadas que ocorrem durante a produção.